# Intelligence artificielle dans l'éducation
Intelligence artificielle dans l'éducation (AIEd) désigne l’application de l'intelligence artificielle dans les environnements éducatifs. Ce domaine combine des éléments d’intelligence artificielle générative, de prise de décision automatisée, d’éthique de l'intelligence artificielle, de protection des données et de littératie numérique.
Les enseignants peuvent apprendre à utiliser ces systèmes d'IA comme outils pour générer du code source, créer du contenu textuel ou multimédia, et optimiser la production de matériel pédagogique. Par ailleurs, certains gouvernements peuvent percevoir l'IA comme un projet idéologique favorisant la centralisation du pouvoir et la prise de décisions automatisée, tandis que l’enseignement public et l’enseignement supérieur sont confrontés à une privatisation croissante.
Les définitions de l'AIEd font l’objet de débats et peuvent prêter à confusion.

## Contexte
L'intelligence artificielle peut être définie comme des « systèmes qui manifestent un comportement intelligent en analysant leur environnement et en prenant des décisions avec un certain degré d'autonomie pour atteindre des objectifs spécifiques ».
Ces systèmes peuvent être des logiciels ou être intégrés dans du hardware.
Il n'existe pas une seule approche pour comprendre l'intelligence artificielle dans l'éducation (AIEd), mais son évolution historique, ses promesses et ses défis permettent d'en avoir une vision plus complète.
L'Atelier de Dartmouth est considéré comme un événement fondateur dans l'histoire de l'intelligence artificielle.

## Perspectives émergentes
L’impact de l’IA sur l’éducation dépend du contexte géopolitique et économique. Certains considèrent l’IA comme un outil de transmission du savoir, tandis que d’autres mettent en garde contre son appropriation par les grandes entreprises technologiques.

## Impact des algorithmes sur l'éducation
Les entreprises spécialisées dans l'intelligence artificielle concentrent leurs efforts sur l'intelligence artificielle générative (GAI) et l'analyse des données. Cependant, il n'existe pas de consensus scientifique sur sa définition.
L'IA permet l'évaluation automatisée, la traduction automatique, le tutorat virtuel et le développement d'assistants intelligents.
La « chaîne d'approvisionnement de l'IA générative » automatise la production de contenu et renforce son autorité à travers l'effet ELIZA. Toutefois, des préoccupations existent quant à son impact éthique et académique.

## Tokens, texte et hallucinations
Les grands modèles de langage (LLM) traitent du texte en entrée et génèrent ensuite du texte en sortie. Ces modèles sont entraînés sur des milliards de mots et de lignes de code extraits du web par des entreprises d'IA ou des chercheurs. Les LLM dépendent souvent de vastes corpus de textes, parfois collectés sans autorisation.
Les LLM sont des prouesses d’ingénierie qui traitent le texte sous forme de tokens. Les relations entre ces tokens permettent aux modèles de prédire le mot suivant, puis le suivant, générant ainsi une phrase cohérente qui donne une illusion de raisonnement et d'interactivité. Ce vaste ensemble de données crée une machine de raisonnement statistique, spécialisée dans la reconnaissance de motifs.
Un LLM analyse les relations entre les tokens, génère des sorties probables en réponse à une requête et accomplit des tâches définies, telles que la traduction, la révision ou la rédaction. Le résultat produit est un assemblage fluide de mots, normalisé et prévisible. Parmi les tâches linguistiques complexes que les LLM sont censés maîtriser figurent la traduction, la synthèse, la recherche d’informations et l’interaction conversationnelle.
Cependant, les corpus textuels sur lesquels s’appuient les LLM peuvent poser problème, car leurs sorties reflètent souvent les stéréotypes et biais culturels présents dans les données utilisées. Les réponses générées avec assurance mais erronées sont appelées « hallucinations ». Ces erreurs plausibles ne sont pas des dysfonctionnements, mais le résultat des choix d’ingénierie qui sous-tendent les modèles de langage.
Des « garde-fous » sont mis en place pour valider les sorties des LLM, prévenir ces erreurs et garantir l’exactitude des résultats. Ces « hallucinations » entretiennent l'idée fausse selon laquelle l'IA serait consciente ; certains chercheurs suggèrent que le terme « mirages d'IA » serait plus approprié.
Il n'existe pas de solution définitive, pour les mirages d’IA, ces « informations factuellement incorrectes ou absurdes qui semblent plausibles ».